# Municipio de Money Creek (Minnesota)
El municipio de Money Creek (en inglés: Money Creek Township) es un municipio ubicado en el condado de Houston en el estado estadounidense de Minnesota. En el año 2010 tenía una población de 597 habitantes y una densidad poblacional de 6,45 personas por km².

## Geografía
El municipio de Money Creek se encuentra ubicado en las coordenadas 43°48′18″N 91°40′21″O / 43.80500, -91.67250. Según la Oficina del Censo de los Estados Unidos, el municipio tiene una superficie total de 92.63 km², de la cual 92,11 km² corresponden a tierra firme y (0,56 %) 0,52 km² es agua.

## Demografía
Según el censo de 2010, había 597 personas residiendo en el municipio de Money Creek. La densidad de población era de 6,45 hab./km². De los 597 habitantes, el municipio de Money Creek estaba compuesto por el 98,32 % blancos, el 0,17 % eran asiáticos y el 1,51 % eran de una mezcla de razas. Del total de la población el 0,17 % eran hispanos o latinos de cualquier raza.